# Lille Vasby
Lille Vasby er en bebyggelse i Sengeløse Sogn. Lille Vasby ligger i Høje-Taastrup Kommune 2,5 km Nord for Hedehusene og 3,5 km Sydvest for Sengeløse.
55°40′07″N 12°12′34″Ø / 55.6686°N 12.2094°Ø